# Південний Назлуй
Південний Назлуй (перс. دهستان نازلوی جنوبی) — дехестан в Ірані, у Центральному бахші шахрестану Урмія провінції Західний Азербайджан. До складу дехестану входять 32 села.

## Села
Аббасабад, Араблуй-є-Біше, Араблуй-є-Даре, Араблуй-є-Єкан, Асґарабад-Тапе, Барбін, Бозлу, Ґардабад, Ґафар-Бехі, Дайлак, Дастджерд, Зайє-Канді, Ірванлу, Какалар, Караґуз-е-Салім-Ака, Караґуз-е-Хаджі-Баба, Каралар-е-Лотфаллах, Карех-Ґуз-е-Іл, Керехлу, Мазраее-Тахкікаті-Тутун, Маранґлуй-є-Кучек, Овзарлу, Сайдлу, Салім-Канді, Самсалу, Тазе-Канд-е-Афшар,Тазе-Канд-е-Кешлак, Факі-Бейглу, Чічаклуй-є-Хаджі-Ака, Чонкералуй-є-Єкан, Шейх-Сармаст.
Також у дехестані розташований аеропорт Урмія.